# بزرگراه ۴۰۱ انتاریو
بزرگراه ۴۰۱ انتاریو (انگلیسی: Ontario Highway ۴۰۱) نام یک بزرگراه در انتاریو کانادا از مجموعه بزرگراه‌های سری ۴۰۰ است. این بزرگراه به طول ۸۱۷٫۹ کیلومتر از وینزر تا مرز استان کبک امتداد یافته است. قسمتی از این بزرگراه که از تورنتو می‌گذرد شلوغ‌ترین بزرگراه آمریکای شمالی است.